# Lautaro Díaz
Lautaro Ariel Díaz (Buenos Aires, 21 maggio 1998) è un calciatore argentino, attaccante del Cruzeiro.

## Biografia
È il figlio dell'ex calciatore Roberto Osvaldo Díaz.

## Carriera
Il 14 giugno 2022 viene acquistato in prestito dall'Independiente del Valle, con cui vince la Coppa Sudamericana nel successivo mese di ottobre, segnando cinque reti nelle sei partite disputate nel torneo, compresa la finale vinta per 0-2 contro il San Paolo. Il 9 novembre viene riscattato dal club ecuadoriano.

## Palmarès

### Club

#### Competizioni nazionali
- Copa Ecuador: 1

Independiente del Valle: 2022

#### Competizioni internazionali
- Coppa Sudamericana: 1

Independiente del Valle: 2022